# Andrew Gelman
Andrew Gelman (ur. 11 lutego 1965 w Filadelfii) – amerykański statystyk i politolog, kierownik Centrum Statystyki Stosowanej na uniwersytecie Columbia.

## Życiorys
Obronił stopień B.S. w matematyce i fizyce na MIT w 1986, i doktorat ze statystyki na uniwersytecie Harvarda w 1990 pod kierunkiem Donalda Rubina. Został uhonorowany trzema nagrodami Amerykańskiego Towarzystwa Statystycznego za osiągnięcia w dziedzinie statystyki stosowanej. Aktualnie wykłada politologię i statystykę na uniwersytecie Columbia. Jest autorem podręczników i tekstów popularnonaukowych, głównie z obszaru statystyki bayesowskiej.

## Badania
Publikacje Gelmana dotyczą statystycznych analiz problemów społecznych i politycznych, takich jak dyskryminacja mniejszości przez policję amerykańską, preferencje partyjne, gerrymandering, oraz zagadnień metodologii i statystyki.